# Stolpersteine in Slowenien

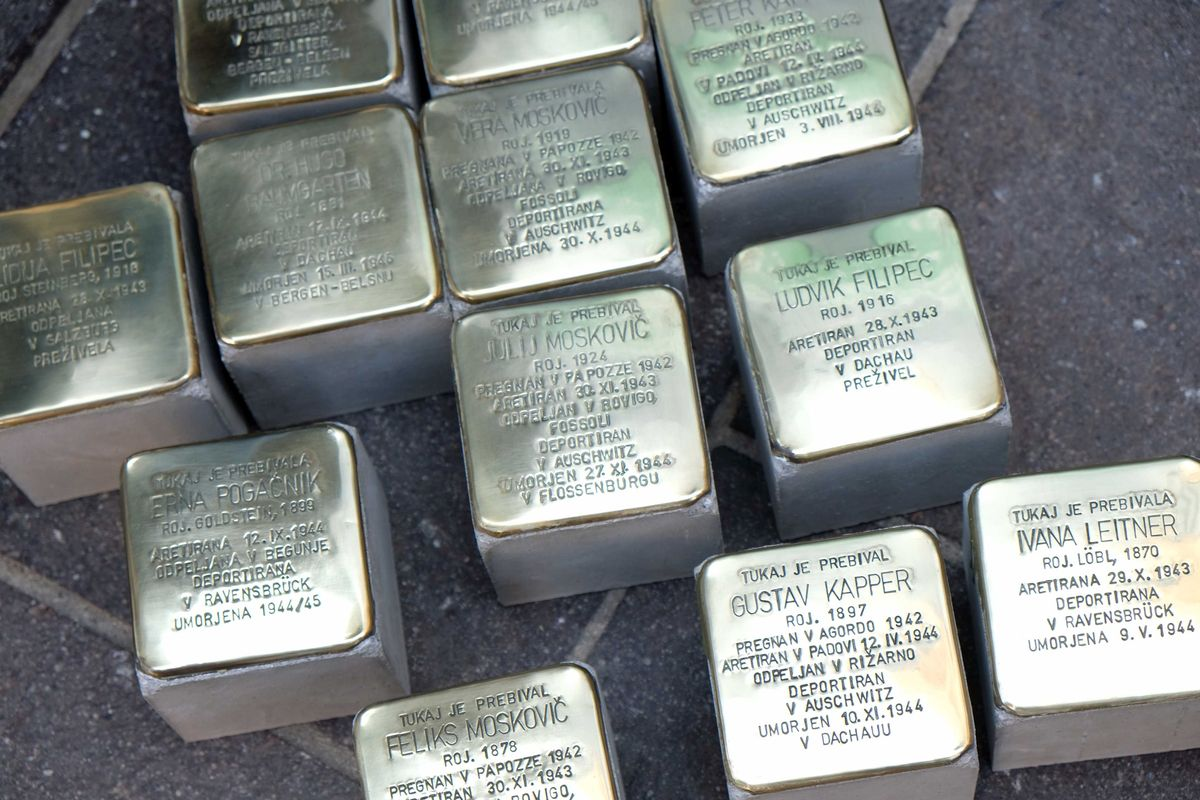
Stolpersteine in Ljubljana vor der Verlegung

Die Liste der Stolpersteine in Slowenien enthält die Stolpersteine in Slowenien, die an das Schicksal der Menschen erinnern, die während der Zeit des Nationalsozialismus auf dem Gebiet des heutigen Slowenien ermordet, deportiert, vertrieben oder in den Suizid getrieben wurden. Die Stolpersteine wurden von Gunter Demnig verlegt. In slowenischer Sprache heißen die Stolpersteine: Tlakovci spomina.
Die slowenische Stadt Maribor war im Jahr 2012 Kulturhauptstadt Europas und organisierte in diesem Rahmen die erstmalige Verlegung von Stolpersteinen in Slowenien – als Teil des Projekts Shoah – Let Us Remember, finanziell unterstützt von der Task Force für Internationale Kooperation bei Holocaust-Bildung, Gedenken und Forschung. Am 25. und 26. Januar 2012 fanden – anlässlich des International Holocaust Remembrance Day – an den drei Verlegeorten Feierstunden mit der symbolischen Verlegung der Stolpersteine statt. Die eigentliche Verlegung erfolgte erst am 13. Juli 2012 durch Gunter Demnig und den damaligen slowenischen Präsidenten Danilo Türk, der den letzten Stein setzte.

## Hintergrund
Nach dem Feldzug der Achsenmächte gegen das Königreich Jugoslawien ab dem 6. April 1941 wurde Slowenien in drei Teile aufgeteilt: Das faschistische Italien besetzte Notranjska, Dolenjska und Bela krajina (deutsch: Inner-, Unter- und Weißkrain), nachdem Italien bereits 1920 im Grenzvertrag von Rapallo die Primorska (das slowenische Küstenland) und die von Kroaten, Italienern und Slowenen bevölkerte Halbinsel Istrien zugesprochen bekommen hatte. Das nationalsozialistische Deutschland sicherte sich 1941 Gorenjska (Oberkrain), Koroška (das frühere Unterkärnten) und Štajerska (die frühere Untersteiermark) mit ihrer Hauptstadt Maribor (früher: Marburg an der Drau) und bildete das CdZ-Gebiet Untersteiermark, welches in das deutsche Reichsgebiet eingegliedert werden sollte. Ungarn erhielt schließlich Prekmurje, das kleine Übermurgebiet. Es gab in Slowenien sechs wesentliche Opfergruppen: die jüdische Bevölkerungsgruppe, Roma und Sinti, die ins Dritte Reich und nach Serbien verschleppten slowenischen Zwangsarbeiter, Intellektuelle, Geistliche und Partisanen, überwiegend aus der slowenischen Befreiungsfront Osvobodilna Fronta (OF).
Slowenien hatte, als Bestandteil des Königreichs Jugoslawien, in den 1920er und 1930er Jahren nur einen geringen jüdischen Bevölkerungsanteil, die Zahlen bewegten sich zwischen 760 und 845 Menschen. Die Mehrheit von ihnen lebte ursprünglich in Murska Sobota (269) und in Lendava (207), beide in der Prekmurje. Der Beginn der nationalsozialistischen Okkupation und die sich damit verschlechternde Situation für die Juden führte dazu, dass eine Reihe jüdischer Bürger, noch bevor die Nationalsozialisten ihre Heimatstädte kontrollierten, aus der Untersteiermark flüchteten. Nach Besetzung von Maribor im April 1941 flüchtete eine Reihe jüdischer Bürger in die Hauptstadt Ljubljana, die sich unter Kontrolle des Mussolini-Regimes befand. Der Antisemitismus der Italiener erschien ihnen zumindest nicht lebensbedrohlich. Ende August 1941 befanden sich 400 jüdische Flüchtlinge in Ljubljana. Viele von ihnen stammten aus dem Deutschen Reich, Österreich und Kroatien, die anderen aus den von den Deutschen besetzten slowenischen Gebieten. Die jüdischen Bürger von Maribor wurden von den deutschen Besetzern umgehend enteignet und vertrieben.
Ab 1943 folgte auch die Vernichtung der Juden in den vormals italienisch besetzten Gebieten Sloweniens, nach dem 19. März 1944 begann schließlich die systematische Deportation der in Ungarn lebenden jüdischen Bürger und deren Ermordung in Vernichtungslagern, nachdem das NS-Regime auch Ungarn besetzt und eine Kollaborationsregierung unter Döme Sztójay eingesetzt hatte. Bislang sind 558 Opfer des Holocaust aus Slowenien identifiziert, 430 davon wurden im KZ Auschwitz-Birkenau ermordet. Darunter befanden sich 69 Kinder. Nach 1945 wurde über den Holocaust in Slowenien weitgehend geschwiegen.

## Typische Verlegesituationen

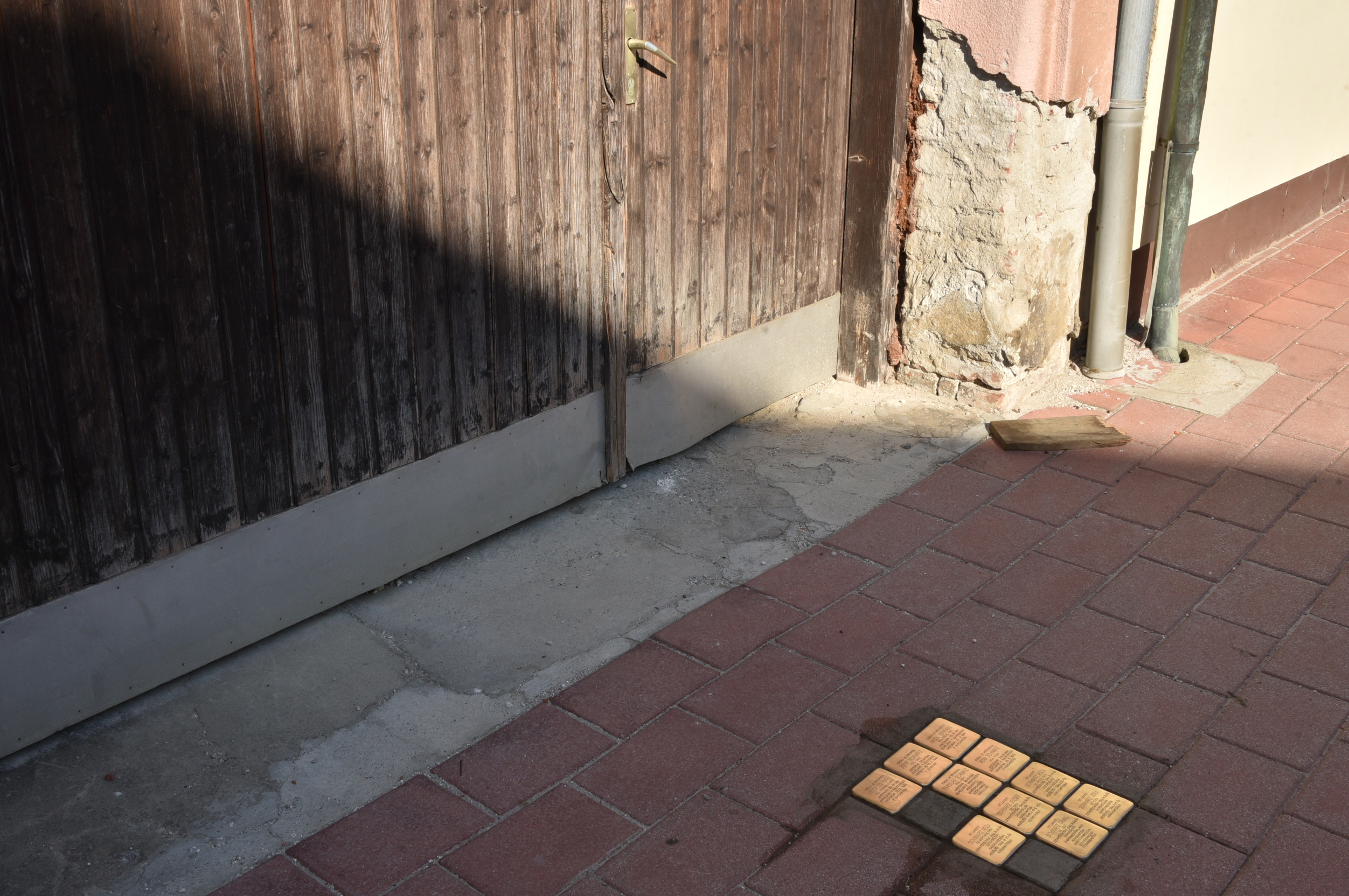
Lendava
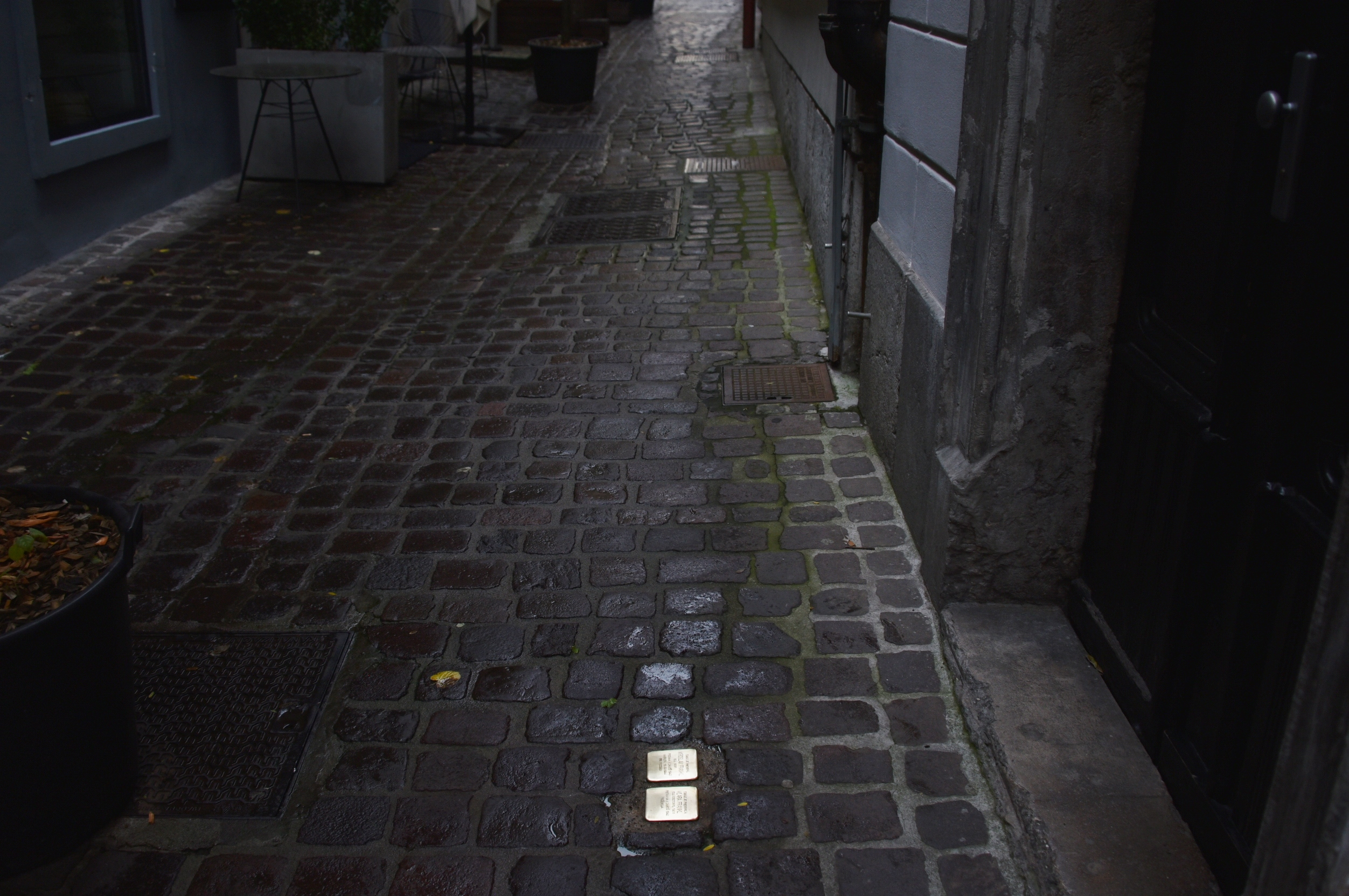
Ljubljana
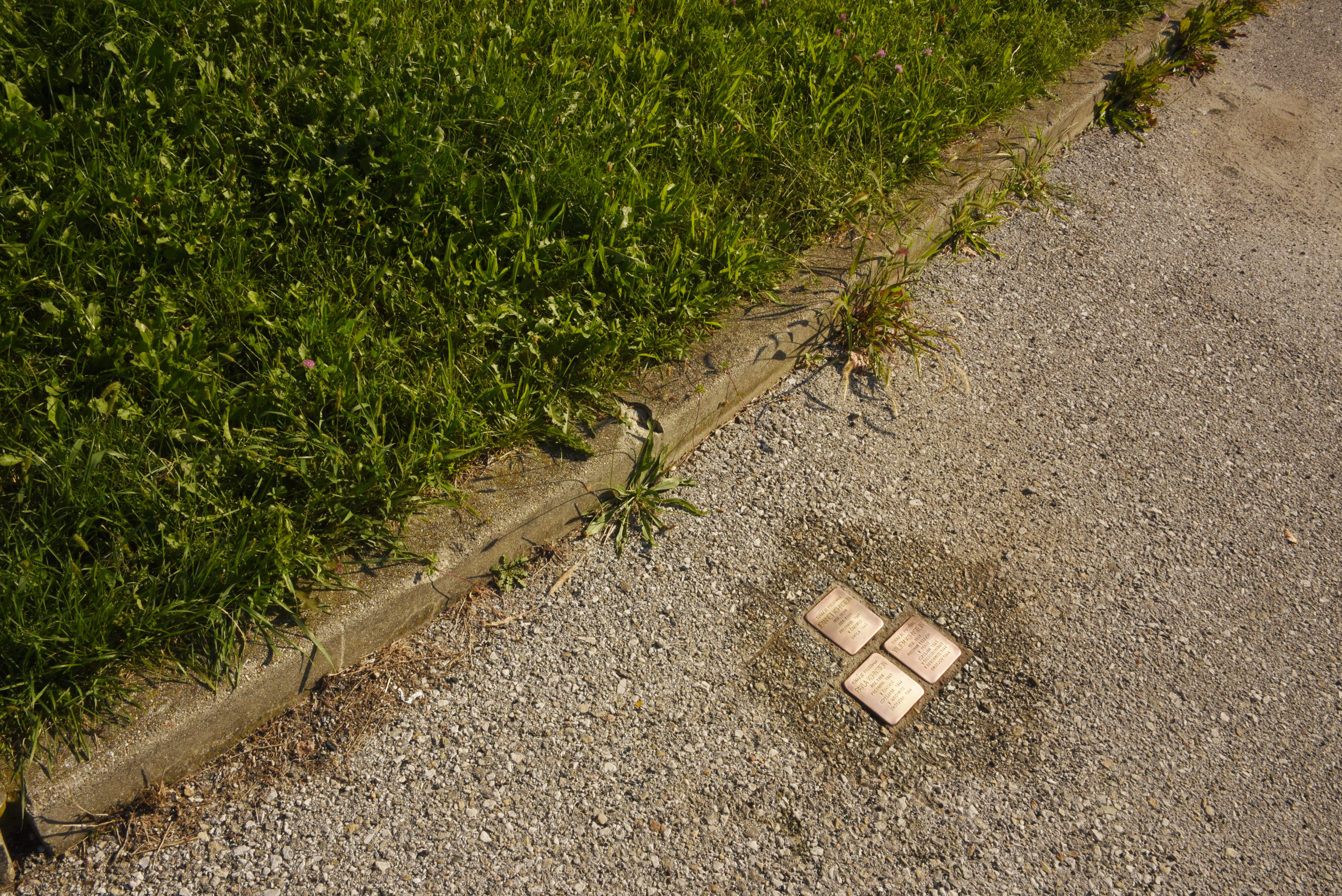
Maribor
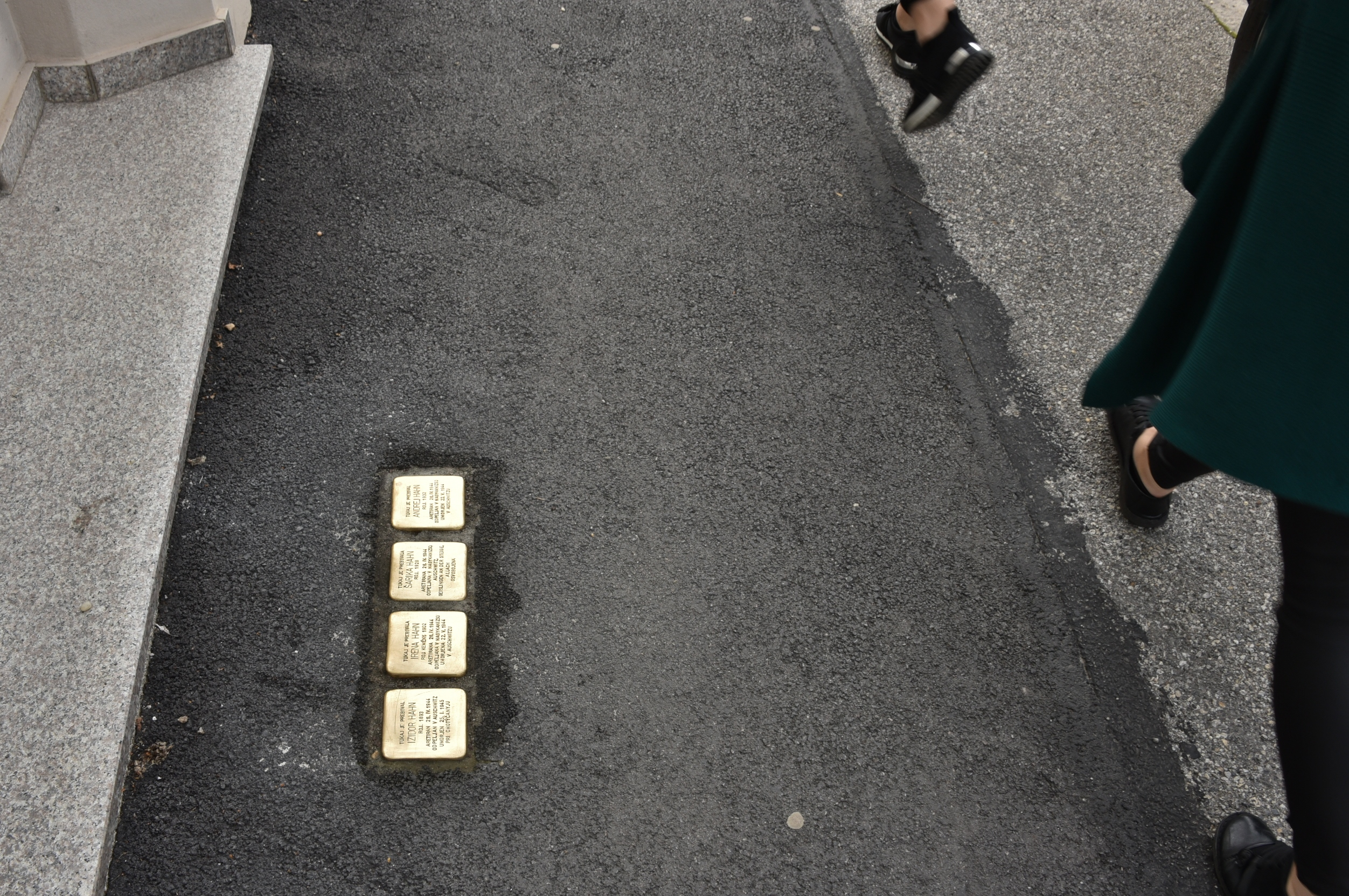
Murska Sobota